# Treania Smith

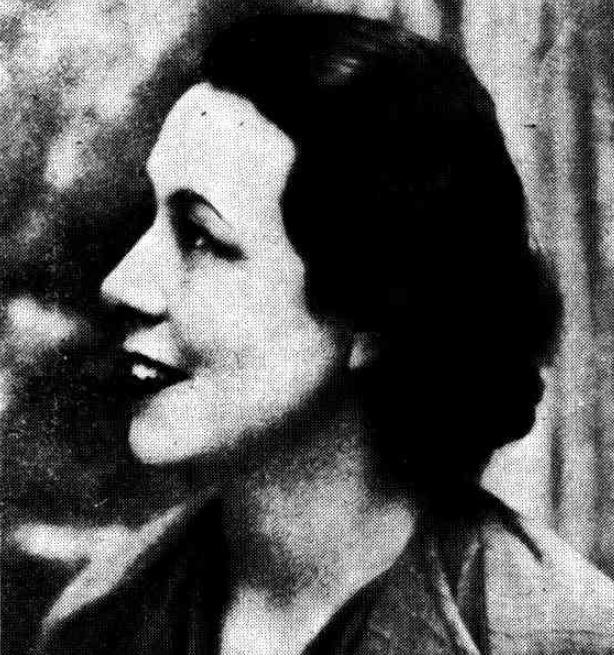
Treania Smith, 1936

Treania Helen Lindsay Smith (* 23. Dezember 1901 in Clayfield, Brisbane; † 21. September 1990 in Bayview, Sydney) war eine australische Galeristin und Malerin.

## Leben
Treania Smith war das einzige Kind ihrer in Schottland geborenen Eltern Edwin Evan Smith (Architekt) und dessen Ehefrau Margaret Mackenzie, geborene Lindsay. In ihrer Jugend Jahren war sie von Künstlerfreunden ihres Vaters umgeben, darunter Max Meldrum, dessen Schule sie in Melbourne besuchte. Sie studierte am Brisbane Central Technical College bei L. J. Harvey und nahm am Melbourne Working Men's College Unterricht in Bildhauerei. 1928 ging sie nach London und dann nach Schottland, wo sie am Edinburgh College of Art bei dem Bildhauer Alexander Carrick und dem Landschaftsmaler William George Gillies studierte.

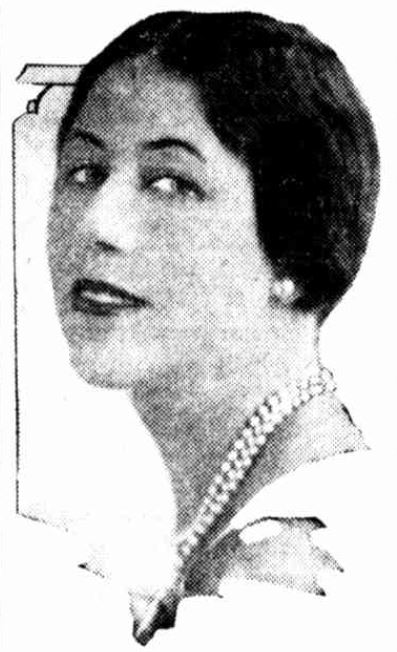
Treania Smith, 1931.

In den frühen 1930er Jahren kehrte Smith nach Australien zurück und stellte ihre Arbeiten bei der Victorian Artists' Society und der Society of Artists, Sydney (1932–1949) aus. Von 1932 bis 1934 studierte sie  in der Klasse von Rayner Hoff am East Sydney Technical College, wo sie Beryl Young kennen lernte, dessen Vater John Young 1925 mit Basil Burdett die Macquarie Galleries gegründet hatte. Hier hatte Smith 1934 ihre erste Einzelausstellung und stellte in den folgenden zwei Jahren weiter aus. Kurz darauf nahm John Young sie als Assistentin an. 1936 stimmte die Contemporary Group für ihre Aufnahme in die Künstlergruppe, mit der sie bis in die 1950er Jahre ausstellte. 1937 zeigte sie ihre Arbeiten zusammen mit Mary Edwards, Lloyd Rees und M. J. MacNally.

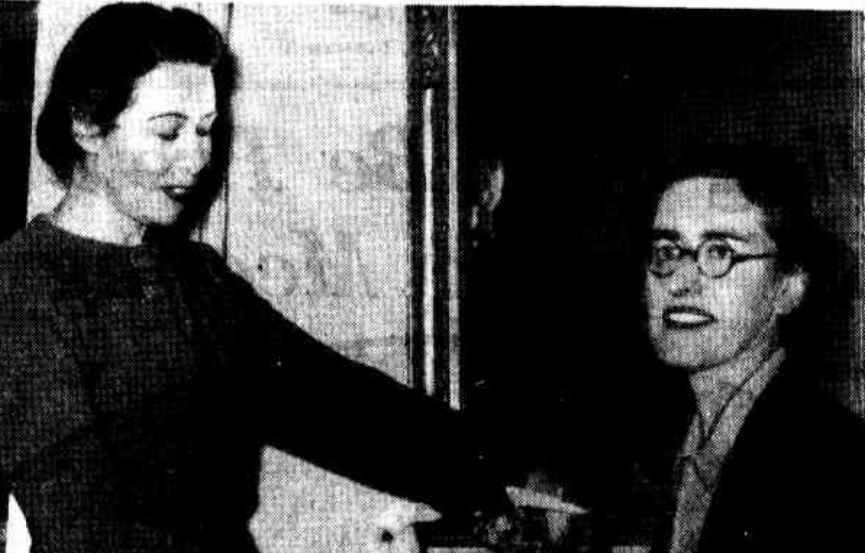
Treania Smith und Lucy Swanton, 1938.

1938 erwarb Smith mit Lucy Howell Swanton (1901–1981) die Macquarie Galleries, Sydneys führende kommerzielle Galerie für zeitgenössische Kunst, die alle führenden Künstler dieser Zeit aus Sydney zeigte, darunter Grace Cossington Smith, Grace Crowley, Margaret Preston, Jean Bellette, Margaret Olley und Elaine Haxton, aber auch Rupert Bunny aus Melbourne. Andere Künstler waren Justin O’Brien und Ian Fairweather. Die Partnerschaft mit Swanton dauerte bis 1956, danach leitete Smith gemeinsam mit Mary Killen, später Turner (1956–1976), Penelope Meagher (1966–1972) und Eileen Chanin (1976–1979) die Macquarie Galleries.
Am 27. Dezember 1962 heiratete Smith den pensionierten Commodore-Purser der P&O-Flotte, Clive Edwin Bennett, in der St. Stephen’s Presbyterian Church von Sydney. Beide hatten sich bereits seit 30 Jahren gekannt. Smith wurde 1979 mit der British-Empire-Medaille ausgezeichnet. Im gleichen Jahr zog sie sich in ihr Haus in Whale Beach im Norden Sydneys zurück, fand den Ruhestand aber unbefriedigend. So schloss sie sich der Painters Gallery im Stadtteil Darlinghurst an, wo sie 1982 ihre letzte Einzelausstellung veranstaltete.
Smith unterhielt eine umfangreiche Kunstsammlung mit Werken von Bunny, Fairweather, O’Brien, Rees, Jeffrey Smart, Donald Friend und Roland Wakelin. Sie verstarb am 21. September 1990 in Bayview und wurde eingeäschert.

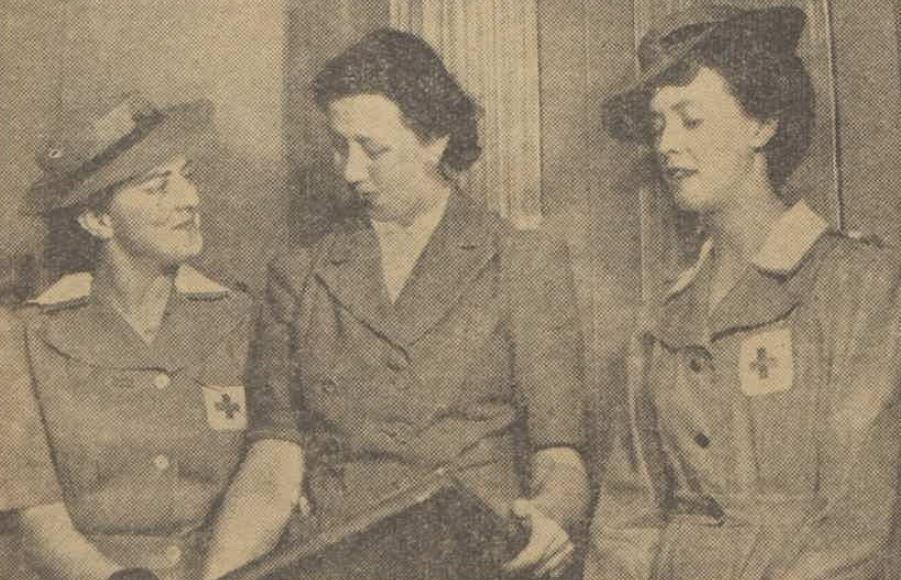
Treania Smith (Mitte), umrahmt von zwei Schwestern des Voluntary Aid Detachment, 1942.
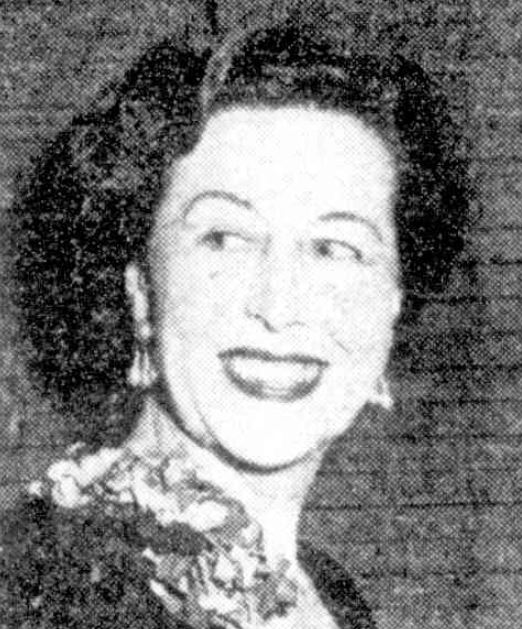
Treania Smith, 1950.
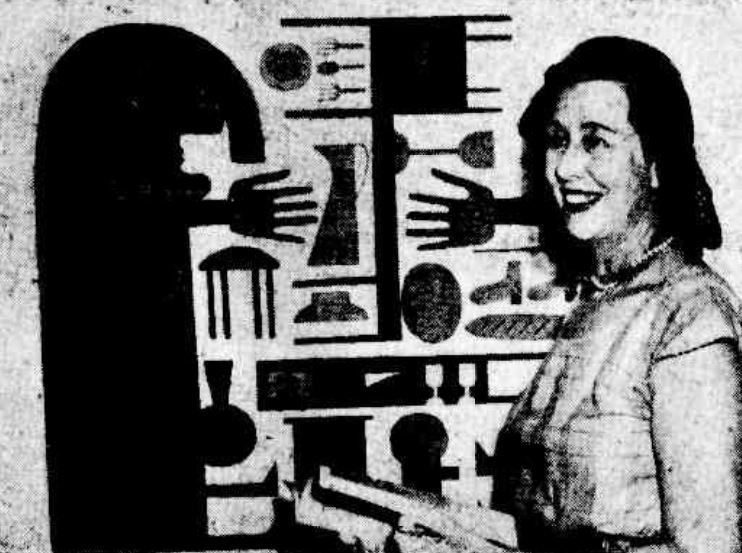
Treania Smith auf der Ausstellung French Painting Today, Sydney 1953.
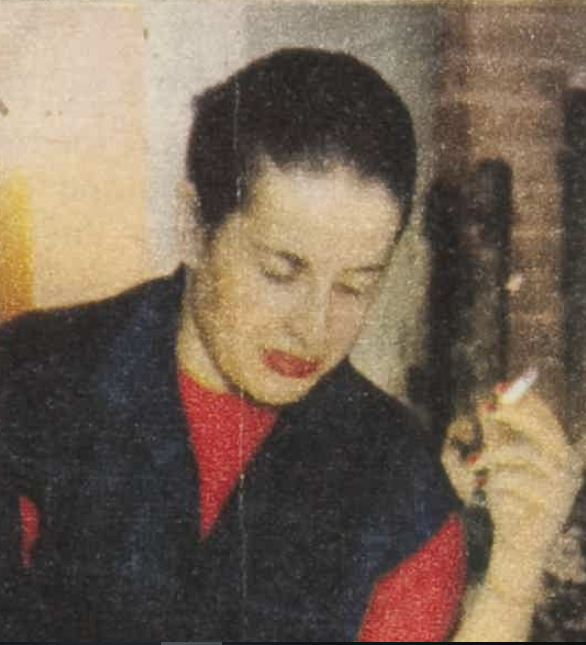
Treania Smith, 1953.

## Werke
- Late Afternoon, Long Reef (16th Hole), 1940
- Country road, 1946
- Bridge at Waverton
- Still Life, 1982
- Lenah Valley, Hobart, 1935
- Sydney Street Scene, 1935
- Grose Road, Springwood, 1952
- Richmond Bridge, Tasmania, 1938
- Flower Piece, um 1924
- Kissing Point Road, Turramurra, um 1937
- Mountain Road, 1946
- Moored Yachts
- Landscape with Cottage
- Clear Day, Canberra
- Church Point
- Nude Study